# Cryptocarya palawanensis
Cryptocarya palawanensis är en lagerväxtart som beskrevs av Elmer Drew Merrill. Cryptocarya palawanensis ingår i släktet Cryptocarya och familjen lagerväxter. Inga underarter finns listade i Catalogue of Life.